# Gmina Løgumkloster
Gmina Løgumkloster (duń. Løgumkloster Kommune) – w latach 1970–2006 (włącznie) jedna z gmin w Danii w okręgu południowej Jutlandii (Sønderjyllands Amt). 
Siedzibą władz gminy było miasto Løgumkloster. 
Gmina Løgumkloster została utworzona 1 kwietnia 1970 na mocy reformy podziału administracyjnego Danii. Po kolejnej reformie w 2007 r. weszła w skład nowej gminy Tønder.

## Dane liczbowe
- Liczba ludności: (♀ 3406 + ♂ 3440) = 6846
  - wiek 0-6: 7,8%
  - wiek 7-16: 14,5%
  - wiek 17-66: 60,6%
  - wiek 67+: 17,0%
- zagęszczenie ludności: 34,2 osób/km²
- bezrobocie: 4,5% osób w wieku 17-66 lat
- cudzoziemcy z UE, Skandynawii i USA: 251 na 10 000 osób
- cudzoziemcy z krajów Trzeciego Świata: 158 na 10 000 osób
- liczba szkół podstawowych: 4 (liczba klas: 44)